# Serica niitakana
Serica niitakana är en skalbaggsart som beskrevs av K. Sawada 1939. Serica niitakana ingår i släktet Serica och familjen Melolonthidae. Inga underarter finns listade i Catalogue of Life.